# Grammorhoe luscinata
Grammorhoe luscinata är en fjärilsart som beskrevs av Philipp Christoph Zeller 1873. Grammorhoe luscinata ingår i släktet Grammorhoe och familjen mätare. Inga underarter finns listade i Catalogue of Life.